# Josu Iriondo

Wappen von Josu Iriondo Zabaleta

Josu Iriondo (* 19. Dezember 1938 in Legazpi) ist ein spanischer Geistlicher und emeritierter Weihbischof in New York.

## Leben
Josu Iriondo empfing am 23. Dezember 1962 die Priesterweihe für das spanische Bistum San Sebastián und wurde 1994 in den Klerus des Erzbistums New York inkardiniert.
Papst Johannes Paul II. ernannte ihn am 30. Oktober 2001 zum Weihbischof in New York und Titularbischof von Alton. Der Erzbischof von New York, Edward Michael Kardinal Egan, weihte ihn am 12. Dezember desselben Jahres zum Bischof; Mitkonsekratoren waren Henry Joseph Mansell, Bischof von Buffalo, und Robert Anthony Brucato, Weihbischof in New York.
Papst Franziskus nahm am 1. Februar 2014 seinen altersbedingten Rücktritt an.